# Reinecke & Voß
Reinecke & Voß ist ein 2009 gegründeter Independent-Verlag mit Sitz in Leipzig. Der Schwerpunkt des Verlags liegt im Bereich zeitgenössischer deutsch- und fremdsprachiger Lyrik und Prosa sowie der Veröffentlichung weniger bekannter Klassiker.

## Entwicklung des Verlags
Der Verlag Reinecke & Voß wurde 2009 gemeinsam von Bertram Reinecke und Tim Voß gegründet. Ab 2010 führte Reinecke den Verlag eigenständig. Im Jahr 2016 traten Dirk Uwe Hansen und Peter Holland dem Verlagsteam bei. Seit dem Ausscheiden von Peter Holland arbeitet seit Ende 2019 Florian Neuner im Verlagsteam mit.
Einen besonderen Schwerpunkt hat der Verlag im Bereich der zeitgenössischen Lyrik. Das Verlagsprogramm ist jedoch nicht auf zeitgenössische Autorinnen und Autoren beschränkt. Es erscheinen deutschsprachige Texte neben fremdsprachigen Texten in deutscher Übersetzung. Seit 2016 wird im Verlag die Reihe edition metáfrasi. Neugriechische Poesie in deutscher Übersetzung herausgegeben. Der Verlag verfolgt das Ziel, durch seine Publikationen auch „außergewöhnliche und weniger beachtete Möglichkeiten des Schreibens fruchtbar [zu] machen“.

## Autoren & Übersetzer
- Katerina Angelaki-Rooke
- Aloysius Bertrand
- Miron Białoszewski
- Luise Boege
- Jürgen Buchmann
- Sophie Dethleffs
- Dimitris Eleftherakis
- Paul Ernst
- Matthias Friedrich
- Mara Genschel
- Phoebe Giannisi
- Berit Glanz
- Anna Griva
- Dirk Uwe Hansen
- Georg Hoprich
- Constantijn Huygens
- Orsolya Kalász
- István Kemény
- Dagmara Kraus
- Alexej Krutschonych
- Norbert Lange
- Giambattista Marino
- Titus Meyer
- Gaspare Murtola
- Sergio Raimondi
- Monika Rinck
- Jannis Ritsos
- Slata Roschal
- Valeri Scherstjanoi
- Sibylla Schwarz
- Johanna Schwedes
- Ulf Stolterfoht
- Julia Veihelmann
- Eduard Werner
- Herbert J. Wimmer